# Sînkiv, Zalișciîkî
Sînkiv (în ucraineană Синьків) este o comună în raionul Zalișciîkî, regiunea Ternopil, Ucraina, formată numai din satul de reședință.

## Demografie
Componența lingvistică a comunei Sînkiv
     Ucraineană (99,67%)
     Alte limbi (0,33%)
Conform recensământului din 2001, majoritatea populației comunei Sînkiv era vorbitoare de ucraineană (99,67%), existând în minoritate și vorbitori de alte limbi.